# 1912 în artă
← 1909 în artă — 1910 în artă — 1911 în artă ——  1912 în artă  —— 1913 în artă — 1914 în artă — 1915 în artă →
1912 în artă implică o serie de evenimente:

## Evenimente

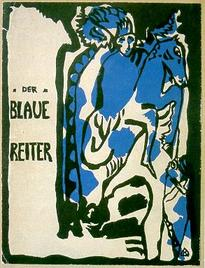
Coperta lucrării
Der Blaue Reiter Almanac

### Evenimente artistice oriunde
- 5 ianuarie (vechiul stil — 24 decembrie 1911) – Spectacolul fanion al montării piesei Hamlet, de William Shakespeare, din stagiunea 1911 - 1912, de la Teatrul de artă din Moscova, este produs de Konstantin Stanislavski și Edward Gordon Craig.

- Aprilie – Artistul plastic german Egon Schiele este arestat în Neulengbach pentru seducerea și răpirea unui minor. Deși acele acuzații au fost ulterior retrase, totuși, Schiele este închis pentru 21 de zile pentru că a expus desene erotice într-un loc accesibil copiilor (atelierul său personal). Unul dintre desene a fost ars în instanță. Pictează, în timp ce este închis.[1][2]
- Mai – Almanahul Der Blaue Reiter este publicat în Muenchen, conținând reproduceri a mai mult de 140 lucrări a varii artiști plastici, de mai multe naționalități, articole pe teme de arte vizuale și muzică, respectiv compoziția experimentală teatrală scrisă în 1909, de plasticianul Vasili Kandinski, intitulată Sunetul galben (Der Gelbe Klang).

## Filme
Informații suplimentare: 1912 în film

## Nașteri

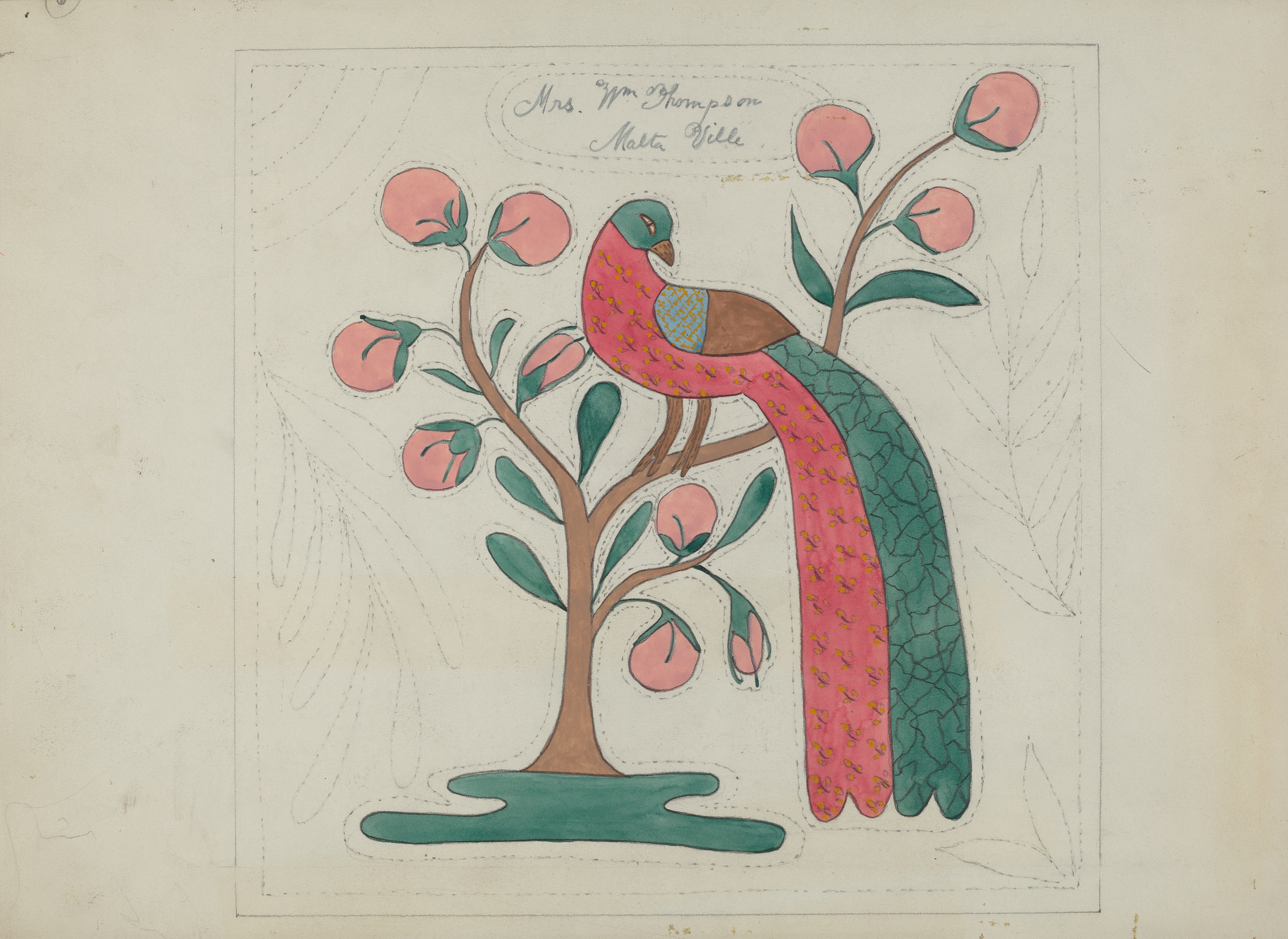
1936 — Mildred M. Prince (1912 - 2002), Applique Quilt, circa 1936, NGA 27172 (acuarelă și grafit pe hârtie) – lucrare aflată la National Gallery of Art

### Ianuarie - Iunie
- 1 ianuarie – [[]]
- 14 ianuarie — Mildred M. Prince (n. 14 ianuarie 1912 - d. 21 martie 2002)[4][5], artistă plastică americană, acuarelistă, desenatoare, ilustratoare, graficiană, creatoare de quilt - uri, având lucrări în posesia National Gallery of Art din Washington, D.C.

- 31 ianuarie – [[]]

- 1 februarie – [[]]
- 28 februarie – [[]]

- 1 martie – [[]]
- 31 martie – [[]]

- 1 iunie – [[]]
- 30 iunie – [[]]

### Iulie - Decembrie
- 1 iulie – [[]]
- 31 iulie – [[]]

- 1 august – [[]]
- 31 august – [[]]

- 1 decembrie – [[]]
- 31 decembrie – [[]]

## Galerie (lucrări din 1912)
- Lucrări reprezentative